# Yanic Truesdale
Yanic Truesdale (Montréal, Québec, 1970. március 17.) kanadai-amerikai színész. Legismertebb szerepe Michel Gerard a Szívek szállodája sorozatból; emiatt felkerült a Daily Variety "10 figyelemre méltó színész" listájára.

## Élete
Kanadai és amerikai állampolgársággal rendelkezik. Tizenhét éves korában kezdett színészkedni. A National Theatre School of Canada tanulója volt. Első szerepe a kanadai He Shoots, He Scores című sorozatban volt. Ezen kívül szerepelt a Roommates és Majeur et vacciné című sorozatokban is. A Szívek szállodája szereplőgárdájának tagja volt 2000-től 2007-ig, majd szerepelt a műsor 2016-os verziójában is.
New York Citybe költözött, ahol a Lee Strasberg Theater Institute tanulója volt. Ezután Los Angelesbe költözött.
2011-ben visszaköltözött Montréalba.